# 헬완주

헬완주의 위치

헬완주(영어: Helwan Governorate, 아랍어: محافظة حلوان)는 이집트 나일강 변에 있던 주로 주도는 헬완이다. 2008년 4월 카이로주에서 분리되어 신설되었지만 2011년 4월 카이로주에 다시 합병되면서 폐지되었다.

## 같이 보기
- 카이로주
- 10월 6일주